# Richard Ned Lebow

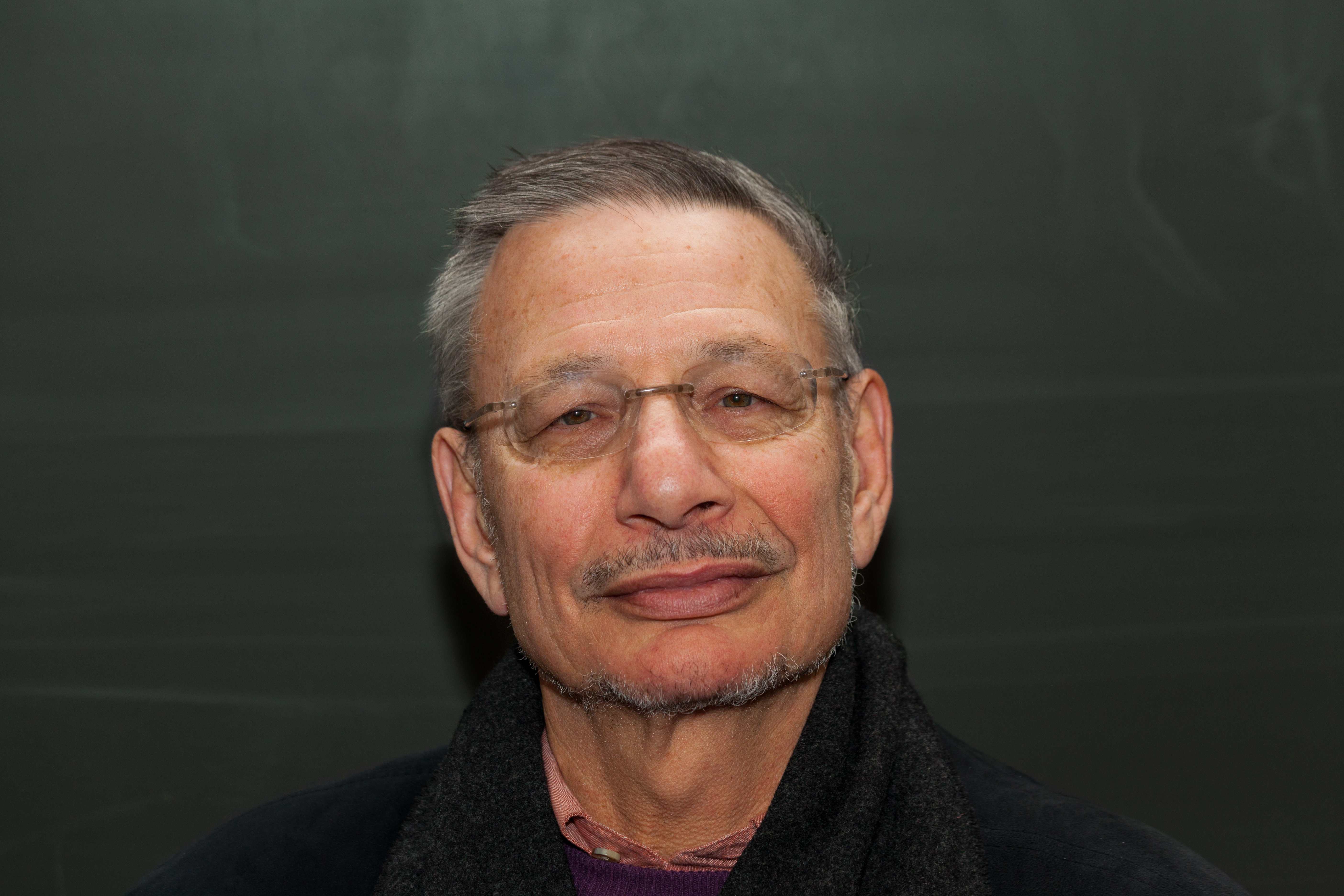
Richard Ned Lebow (2012)

Richard Ned Lebow ist ein US-amerikanischer Politikwissenschaftler. Er wurde als Kriegsflüchtling laut New Yorker Geburtsurkunde 1941 geboren.
Er ist Professor für Internationale Politiktheorie im Bereich Kriegssoziologie am King’s College London.

## Publikationen (Auswahl)
- Why Nations Fight: Past And Future Motives For War. Cambridge University Press, New York 2010, ISBN 978-0-521-17045-1 (englisch).
- Archduke Franz Ferdinand Lives! A World Without World War I. Macmillan Education, London 2014, ISBN 978-1-137-27853-1 (englisch).
- Richard Ned Lebow: A Pioneer in International Relations Theory, History, Political Philosophy and Psychology. In: Pioneers in Arts, Humanities, Science, Engineering, Practice. Band 2. Springer, New York 2016, ISBN 978-3-319-34149-1 (englisch).
- Richard Ned Lebow: Major Texts on Methods and Philosophy of Science. In: Pioneers in Arts, Humanities, Science, Engineering, Practice. Band 3. Springer, New York 2016, ISBN 978-3-319-40026-6 (englisch).
- Richard Ned Lebow: Key Texts in Political Psychology and International Relations Theory. In: Pioneers in Arts, Humanities, Science, Engineering, Practice. Band 4. Springer, New York 2016, ISBN 978-3-319-39963-8 (englisch).
- Richard Ned Lebow: Essential Texts on Classics, History, Ethics, and International Relations. In: Pioneers in Arts, Humanities, Science, Engineering, Practice. Band 5. Springer, New York 2018, ISBN 978-3-319-82017-0 (englisch).
- The Rise and Fall of Political Orders. Cambridge University Press, 2018, ISBN 978-1-108-47286-9.